# MSC Poesia
Az MSC Poesia egy üdülőhajó, amely az MSC Cruises birtokol és üzemeltet. 2008-ban építette az Aker Yards hajógyár St. Nazaire-ban, Franciaországban. Az MSC Musica, az MSC Orchestra és az MSC Magnifica testvérhajója. Ez az első hajó az MSC Cruises flottájában, amelyet hivatalosan Olaszországon kívül, a doveri kikötőben, Kentben neveztek el 2008. április 5-én Sophia Loren által.
Az MSC Poesia volt a társaság zászlóshajója, amíg a 2008 decemberében szolgálatba lépő MSC Fantasia leváltotta. 2008-ban és 2009-ben az MSC Poesia hétéjszakás hajóutakra indult Velencéből Olaszországba, Görögországba és Törökországba. 2010 óta a hajó Észak-Európában közlekedik a nyári szezonban.

## Ütközések
2008. június 6-án az MSC Poesia és a Costa Classica ütközött össze az Adriai-tengeren Dubrovnik közelében. Senki nem sérült meg, a kár minimális volt, és mindkét hajó késedelem nélkül folytatta útjukat. Az MSC Poesia horgonylazítását nevezték meg az okozónak.
2019. február 22-én a hajót ismét eltalálta az MSC Orchestra nevezetű testvérhajója. Az Orchestra az argentín Buenos Ariesből indult, amikor egy navigációs hiba miatt a Poesiának ütközött. A Poesia csak kisebb sérülést szenvedett.

## 2012-es zátonyrafutás
Miközben a Bahama-szigetek Freeport közelében lévő Port Lucaya felé tartott, 2012. január 7-én az MSC Poesia zátonyra futott. A zátonyrafutás nem akadályozta meg a strandolókat, mivel a kisebb hajók a partra tudták szállítani az uatsokat a Poesia-ról Port Lucaya partjára. Archer kapitány, a kikötő helyi kapitánya szerint: "várták, hogy a dagály 18:00-kor elérje a magas szintet. 20:00 órakor szabad volt, és 19,5 csomóval folytatta útját Salvador felé.
Az MSC Cruises közleményt adott ki: "A Nagy-Bahama-szigetek Port Lucaya-i kikötőjében navigálva az MSC Poesia szombat reggel 6:50-kor zátonyra futott. A hajó és vendégei végig teljesen biztonságban voltak, és a fedélzeti berendezések és szolgáltatások továbbra is rendesen működtek, beleértve a korábban tervezett pályázati szolgáltatásokat és parti kirándulásokat."

## Fordítás
- Ez a szócikk részben vagy egészben  a   MSC Poesia című angol Wikipédia-szócikk ezen változatának fordításán alapul.  Az eredeti cikk szerkesztőit annak laptörténete sorolja fel. Ez a jelzés csupán a megfogalmazás eredetét és a szerzői jogokat jelzi, nem szolgál a cikkben szereplő információk forrásmegjelöléseként.